# Peregrino Anselmo
Juan Peregrino Anselmo Bertora (ur. 30 kwietnia 1902 w Montevideo, zm. 27 października 1975 tamże) – urugwajski piłkarz, środkowy napastnik i trener. Mistrz świata z roku 1930.
Podczas MŚ 30 zagrał w dwóch meczach Urugwaju i strzelił 3 bramki. Przez wiele lat związany z Peñarolem, jako zawodnik i trener. W obu rolach zdobywał tytuły mistrza kraju. Znajdował się w kadrze na igrzyska w Amsterdamie, podczas których Urugwaj wywalczył złoty medal. Brał udział w Copa América 1927 (drugie miejsce).